# FN P90
P90 är en kulsprutepistol av belgisk konstruktion för kaliber 5,7 mm utvecklad 1986–1987 för Nato av Stéphane Ferrard vid Fabrique Nationale de Herstal.
Bokstaven P i vapnets namn är en förkortning av Project, och numret 90, åsyftar ett vapensystem framtaget för 1990-talet.

## Utveckling
Kulsprutepistolen har flera uppfinningsrika finesser inkluderat den patentskyddade ammunitionen. Den använder den nya patronen i kaliber 5,7 × 28 mm som har en bättre genomslagsförmåga, längre räckvidd och en flackare kulbana än pistolkaliberpatroner, såsom standardpatronen 9 × 19 mm Parabellum. 
Från början använde vapnet 5,7 × 28 mm-ammunitionen med SS90-patronen (lättviktig, rundnosig, mantlad projektil med en polymerkärna), likväl som övning (reducerad räckvidd) underkalibrig (ökad hastighet och en effektiv räckvidd på 250 m) och lös ammunition. Den första prototypen som sköt med denna ammunition var färdig i oktober 1986 och över 3 000 vapen hade tillverkats till 1993 i en låghastighetsproduktion i början. Samtidigt, valde Fabrique National att granska ammunitionen, med syftet att använda den i en planerad halvautomatisk pistol av samma kaliber (idag känd som Five-seveN). 
Den nya patronen, angiven som SS190, är helmantlad och har kärna av bly samt en aluminiumpenetrator. Flera andra projektiler blev också utvecklade för den nya patronen, inkluderat L191-spårljuspatronen, en underljudspatron, SB193, och lös ammunition. Den modifierade versionen av P90, anpassad för användning av den nya ammunitionen kom 1993.
P90 är ansedd som ett PDW (Personal Defense Weapon eller Personligt Självförsvarsvapen), och är designad som ett litet men kraftfullt skjutvapen för fordonsförare, artillerister, understödspersonal, särskilda operatörer och antiterroristenheter.

## Varianter

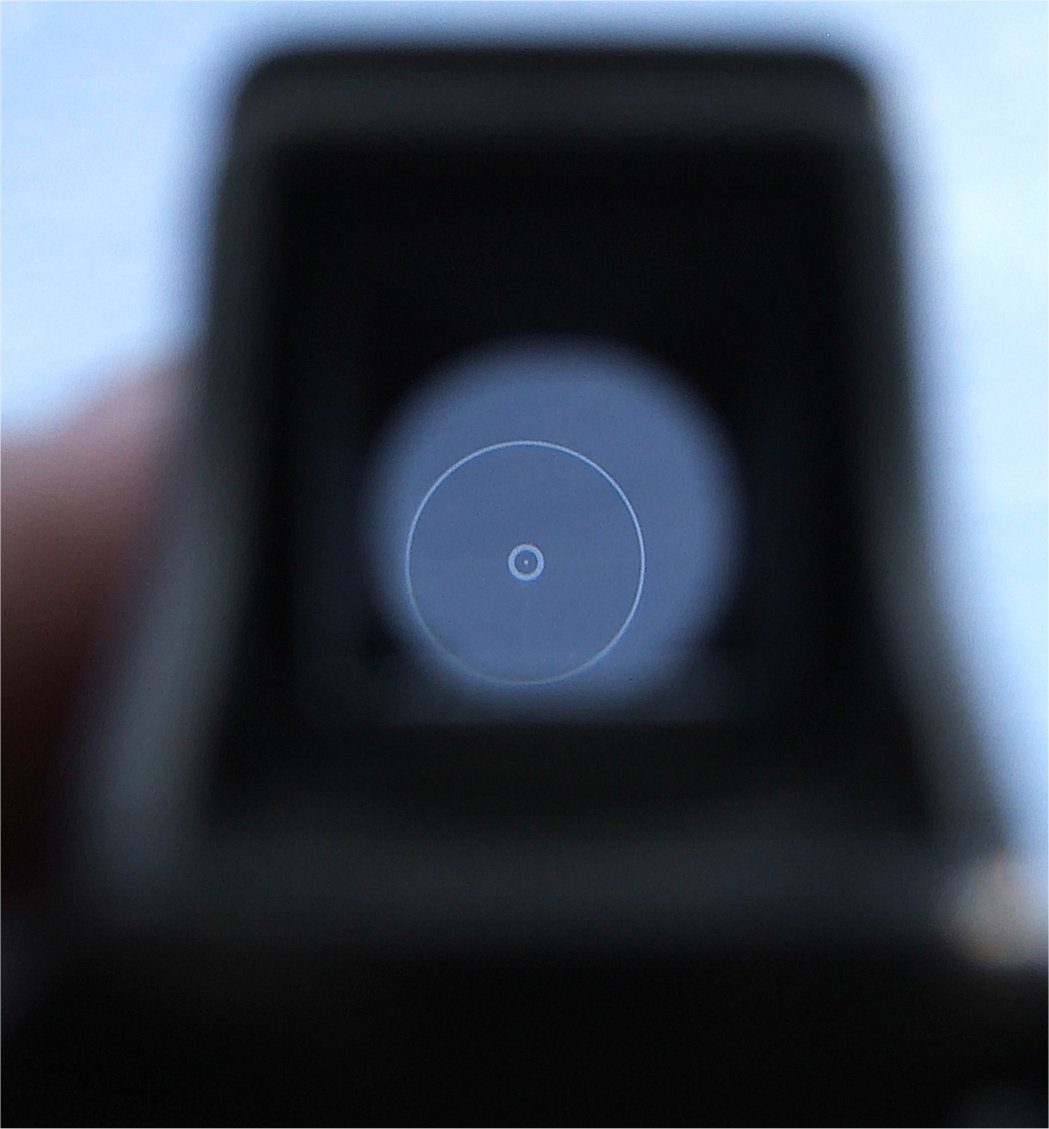
MC-10-80 reflexsikte med dagsljushårkors.

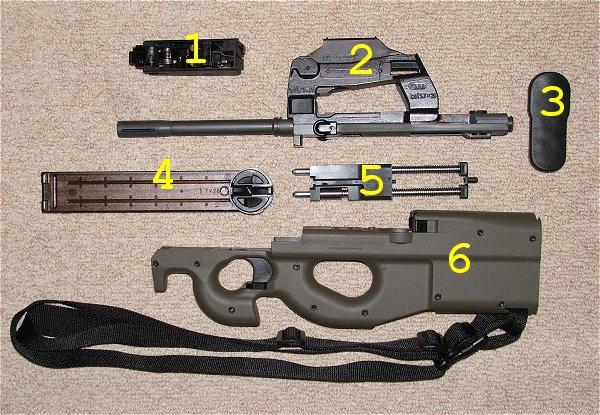
Demonterad PS90. Sammanställning av de stora komponentgrupperna:
1. Avtryckargrupp
2. Pipa och optiskt sikte
3. Bottenplatta
4. Magasin
5. Slagstift och rekylanordning
6. Vapenlåda och avtryckare.

Skjutvapnet är producerat i flera olika varianter. På alla kan monteras vissa valfria accessoarer såsom bärrem, bajonetter, synbara och infraröda lasersiktesmoduler och taktiska ficklampor. 
P90 TR har ett på lådan monterat system av skenor eller "Triple Rail" (TR) som en förkortning. Det finns en fullängdskena ovanpå lådan och två "stumpar" på sidorna. Sidoskenorna tjänar som monteringsplatser för taktiska accessoarer såsom laserpekare eller en halogenisk ficklampa, medan den integrerade topskenan accepterar olika optiker utan att särskilda verktyg eller extra monteringshårdvara behövs. Vissa komponenter av P90 TR och standard P90 är inte utbytbara med varandra eftersom den totala konstruktionen varierar.
En annan variant är P90 USG  som liknar den vanliga P90, med undantag av ett reviderat siktessystem baserat på synpunkter från USA:s Secret Service och andra regeringsorgan. Aluminiumsiktet använder ett ej förstorat svart hårkors vilket inte behöver det omgivande ljuset. Det här siktet behöver inte lida av de vanliga problemen från den vanliga MC-10-80, eftersom hårkorset inte försvinner vid ljusa förhållanden.
P90 LV och P90 IR är försedda med en integrerad synlig laserpekare respektive en infraröd pekare. Båda enheter tillverkas av det australiska företaget Laserex Technologies. Pekarna har tre interna inställningar: "off" (av) – för att förhindra oavsiktlig aktivering, "low-intensity" (låg intensitet) – för stridsträning och för att förlänga livslängden på batteriet och "high-intensity" (hög intensitet) för maximal synbarhet. Lasern aktiveras via en grön knapp som sitter under avtryckaren. Batteriets utrymme är bakom denna knapp.
FN PS90 är en halvautomatisk sportversion avsedd endast för civil marknad. Den har en 407 mm pipa, olivfärgad låda, (svart låda är tillgänglig i begränsad omfattning), och ett MC-10-80 reflexsikte som är identiskt med det som finns på standardversionen P90. MC-10-80 kan tas bort och ersättas med en speciell övre skena för att använda sikten från annan tillverkare. Pipan har åtta högervridna räfflor, 1:7 stigning, räfflingslängd på 376 mm och flamdämpare av typ  "fågelbur". Den totala längden av PS90 är 667 mm. 
Lådan är förborrad för att kunna ta emot skenor på båda sidorna. Vapnet kan använda vanliga P90 50-patroners magasiner, men säljs endast med ett 10- eller 30-patroners magasin beroende på lagbestämmelser i olika stater. PS90 väger 2,9 kg oladdat och 3,4 kg laddat med ett 50-patroners magasin.

## Användare
- Argentina – Buzos Tácticos och Amphibious Commandos Group.
- Belgien – Belgisk polis och armén.
- Chile – Chilenska armén och marinen.
- Cypern – Cypriotiska nationalgardet.
- Filippinerna – Vissa arméenheter.
- Frankrike – Franska militärpolisen, antiterroristgrupp och fransk polis.
- Grekland – Grekiska kustbevakningen.
- Indonesien – Arméns specialtrupper
- Irland – Armén
- Kanada – Används av polis i staden Halifax, huvudstad i Nova Scotia och polisen i Montreal.
- Libanon – Libanesiska Secret service
- Malaysia – Marinens antiterroristenhet.
- Mexiko – Mexikanska marinen och dess specialstyrkor
- Marocko – Säkerhetstjänsten.
- Nederländerna – Marinkårens och arméns kommandotruppers antiterroristenheter.
- Pakistan – Pakistanska Armén, säkerhetstjänsten och särskilda skyddsgrupper.
- Panama – Panamanska armén.
- Peru – Peruanska flottan.
- Portugal – Säkerhetspolisens specialenheter.
- Saudiarabien – Försvarsmaktens antiterroristenheter.
- Singapore – Arméns kommondotrupper.
- Spanien – Spansk polis och Guardia Civil.
- Storbritannien – Polis vid Birmingham Airport och andra regionala flygplatser.
- Thailand – Arméns specialstyrkor.
- USA – United States Secret Service och flera andra myndigheter.
- Österrike – Arméns särskilda antiterroriststyrkor.